# Hopetounia pudica
Hopetounia pudica là một loài bướm đêm trong họ Noctuidae.